# Bobbi Fiedler
Bobbi Fiedler właściwie Roberta Frances Fiedler z domu Horowitz (ur. 22 kwietnia 1937 w Santa Monica, zm. 3 marca 2019 w Northridge) – amerykańska polityk, członkini Partii Republikańskiej.

## Działalność polityczna
W okresie od 3 stycznia 1981 do 3 stycznia 1987 przez trzy kadencje była przedstawicielem 21. okręgu wyborczego w stanie Kalifornia w Izbie Reprezentantów Stanów Zjednoczonych.